# كوب هيملبلو

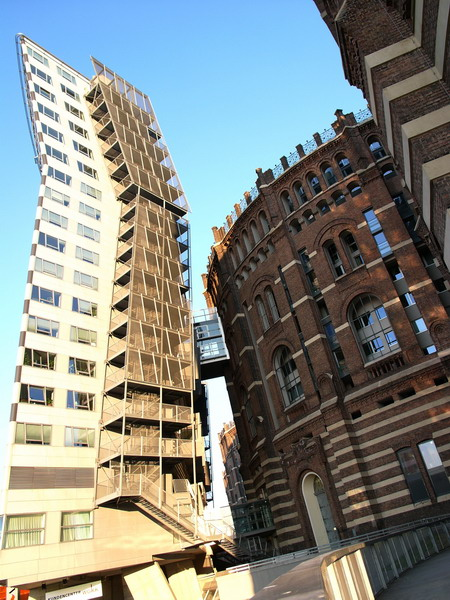
Gasometer في فيينا

كوب هيملبلو (Coop Himmelb(l)au) هي هيئة تعاونية من المهندسين المعماريين ،مقرها في فيينا ، النمسا ، والآن أيضا لديها مكاتب في لوس أنجليس. انها تنتمي إلى التيار التفكيكي. في عام 1982 حصلت على جائزة برلين (Berlin Prize) لفنون العمارة.

## من أعمالهم مشهورة
- البنك المركزي الأوروبي الجديد في فرانكفورت
- Gasometer في فيينا
- أوفا قصر السينما في درسدن